# Битва за Маріуполь (2022)
Битва за Маріуполь (також облога Маріуполя, оборона Маріуполя) почалася після повномасштабного російського вторгнення в Україну і тривала з 24 лютого по 20 травня 2022 року.
Загалом оборона міста-героя тривала 86 днів, 82 з яких у повному оточенні.
Політики-колаборанти (у тому числі депутати від ОПЗЖ) допомагали загарбникам створити в місті гуманітарну катастрофу. З перших днів навали окупанти прицільним вогнем знищували об'єкти життєзабезпечення міста. Зокрема, комунальні підприємства та техніку, склади з продовольством та медикаментами, вежі мобільних операторів та лінії електропередачі, помпові станції та магістральний водопровід із резервного водосховища. Спалили всі міські автобуси, підготовлені для евакуації населення. Багато цивільних мешканців опинилися в оточенні, без змоги вибратися з міста.
Місце зборів надзвичайного штабу міських служб досить швидко дискредитувалося і також зазнавало обстрілів.
Протягом 16—20 травня 2022 року оборонці міста вийшли з укриття на «Азовсталі». За словами Президента України Володимира Зеленського, до перемовин щодо виведення українських бійців з «Азовсталі» залучалися лідери Франції, Туреччини, Ізраїлю і Швейцарії, а також Генеральний секретар ООН. Після виведення українських військових, згідно з домовленостями, вони очікуватимуть на обмін. Українська влада назвала цю операцію евакуацією; Росія заявляє, що захисники здалися в полон.

## Перебіг подій

### Лютий

#### 24 лютого
З 02:00 в місті пролунали перші вибухи.
О 09:00 ранку, під час авіаційного обстрілу позиції 301 ЗРП загинув Ясковець Олег Олександрович.

#### 25 лютого
У Маріуполі тривали бойові дії за усіма напрямками.
25 лютого у місті загинув солдат ЗСУ Захаров Павло Миколайович.

#### 27 лютого
Вночі та вранці з Донецька у напрямку Маріуполя рухались танки армії РФ. 10-й штурмовій бригаді та 36-й бригаді морської піхоти за підтримки полку «Азов» вдалось знищити їх. Захисники взяли 6 полонених. Під вечір було знешкоджено російську ДРГ, яка намагалася атакувати автобуси з людьми. 28 лютого збито російський військовий літак.

#### 28 лютого
Поблизу Маріуполя загинув заступник командувача 41-ї загальновійськової армії генерал-майор Суховецький Андрій Олександрович, який брав участь у Російсько-грузинській війні, анексії Криму та інтервенції Росії в Сирію. Це перший генерал, чию смерть офіційно визнала російська влада.

### Березень

#### 1 березня
Місто перебувало під шквалом ударів російської реактивної артилерії, було поранено 21 особу. Станом на 13:00, Маріуполь лишався однією з найгарячіших точок України. Після 16:00 Маріуполь знаходився під шквалом російської реактивної артилерії. Окупанти завдавали ударів по всіх районах міста, включно з об'єктами критичної та комунальної інфраструктури.
Противник здійснив чергову спробу прориву оборони Маріуполя — з боку села Калинового висунулось 9 танків та близько роти живої сили ворога. У бій вступив підрозділ «Азову» під керівництвом старшого лейтенанта Віталія Грицаєнка. У результаті вправних дій захисників, ворожу колону було повністю розбито.

#### 2 березня
Бої навколо Маріуполя тривали, місто залишалося під контролем України. За даними голови Донецької ОДА Павла Кириленка, вороже кільце навколо міста розширилося.

#### 3 березня
Війська РФ обстріляли ТЦ «Епіцентр», 22-й та 17-й мікрорайони та станцію переливання крові, обстріли тривали цілий день, ситуація у місті лишалася напруженою.

#### 4 березня
Обстріли міста російськими окупантами продовжилися, ситуація в місті стала критичною. В місті не було світла, води, опалення, зв'язку та продуктів. Комунальні служби не могли полагодити лінії водо- та електропостачання через постійні російські обстріли. Мер міста Вадим Бойченко пояснив, що станом на вечір, 300 жителів міста було поранено. Внаслідок обстрілу військами Російської Федерації було вбито 18-місячну дитину чоловічої статі.

#### 6 березня
Українські військові здійснили контратаку на Маріупольському напрямку; знищено 3 ворожих танки, 4 БМП, 2 «Тигри» і близько 30 окупантів; 2 потрапили в полон.

#### 8 березня
Ситуація в місті лишалася критичною, було відсутнє світло, вода, опалення, зв'язок та продукти. Комунальні служби не мали можливості полагодити лінії водо- та електропостачання через обстріли російських окупантів. ЗСУ продовжували захищати місто.

#### 9 березня

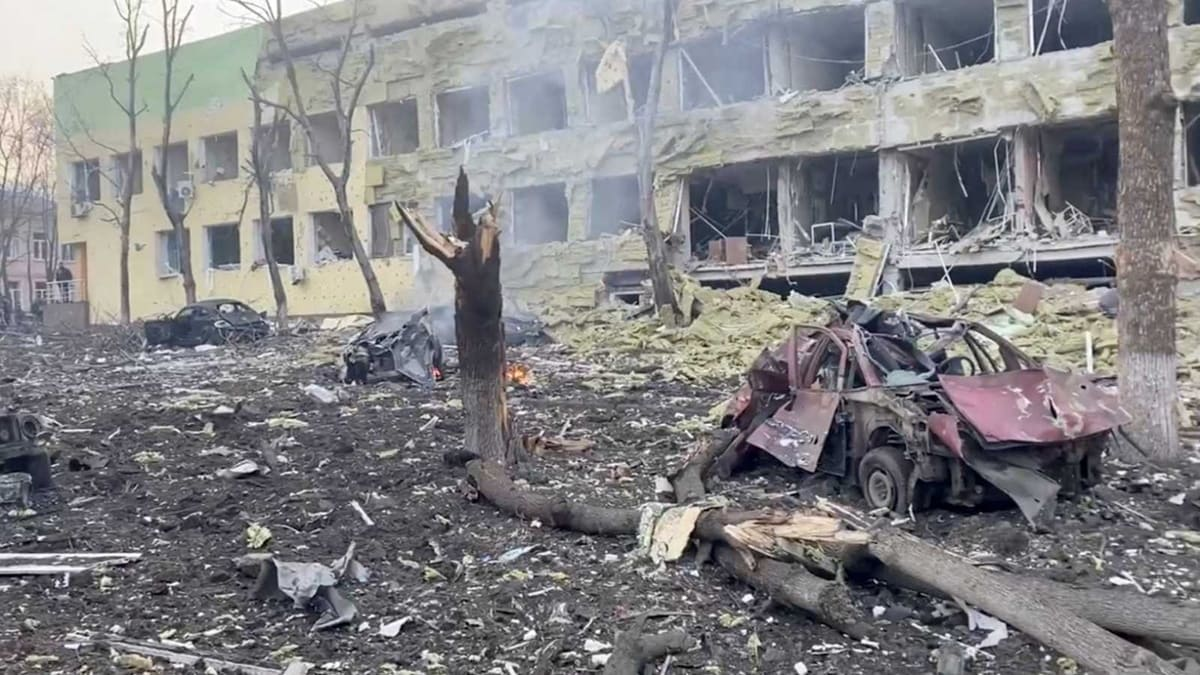
Наслідки обстрілу лікарні та пологового будинку

Окупанти авіаударом знищили пологовий будинок та лікарню у центрі міста (дитяче і терапевтичне відділення).

#### 10 березня
В боях морські піхотинці знищили 4 танки і 1 БМП; бійці «Азову» знищили та пошкодили 11 одиниць броньованої техніки.

#### 13 березня

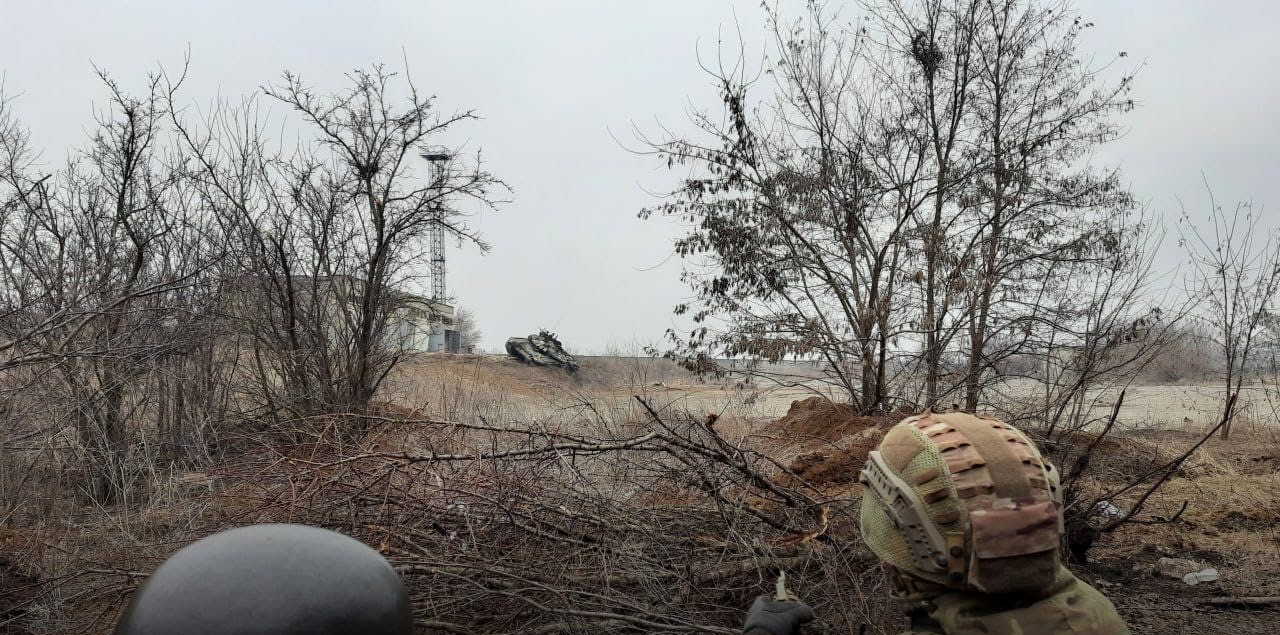
Бійці полку «Азов» спостерігають за підбитим ворожим танком

В боях за місто було знищено 4 танки окупантів, 2 БТР та піхоту, в полон взято 12 окупантів. За 24 години щонайменше 22 бомбардування мирного міста. Скинуто вже приблизно 100 авіабомб на Маріуполь.

#### 14 березня
Бійцю 23 загону морської охорони вдалося підбити російський літак Су-25.
Росіянам вдалося прорватися в Маріуполь з боку Виноградного на сході міста, а північніше — захопити церкву Архистратига Михайла та розташовану поруч автошколу.
Розпочалась евакуація цивільного населення: колона з близько 160 приватних автівок виїхала з міста.

#### 15 березня
Близько 3600 цивільних автомобілів змогли виїхати з Маріуполя через Бердянськ і Токмак на Запоріжжя.
Під час бою підрозділ «Азову» під керівництвом старшого лейтенанта Віталія Грицаєнка знищив три БТР-8, чотири бронемашини «Тигр», одну бронемашину «Рись» та три десятки російських солдатів.
В околицях Маріуполя загинув командувач 150-ї мотострілецької дивізії генерал-майор Мітяєв Олег Юрійович.

#### 16 березня

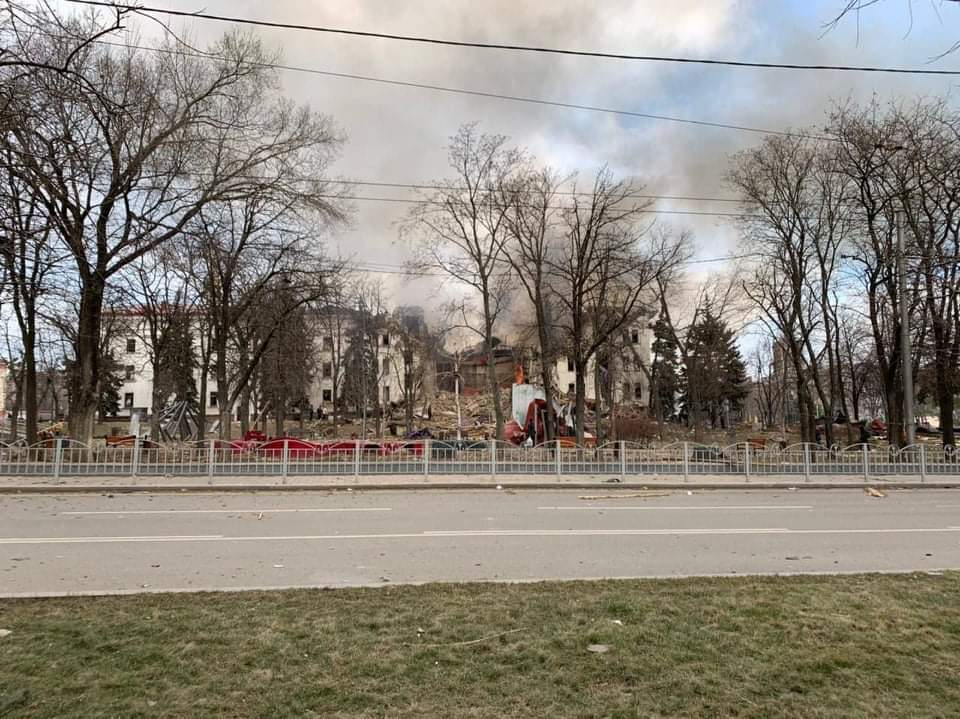
Зруйнований Драматичний театр

Росіяни завдали авіаудар по Маріупольському театру, який використовували як бомбосховище.  До 18 березня було врятовано близько 130 тих, хто вижив, проте загальна кількість людей, які могли бути в підвалі під час обстрілів, могла сягати від 500 до 1200 осіб. Також росіяни зруйнували будівлю басейну «Нептун», де перебували цивільні.

#### 17 березня
За повідомленням територіальної оборони Маріуполя українські військові контролюють лише половину міста, натомість окупанти контролюють 17-23-й мікрорайони, Лівобережжя, частину Маріуполя вздовж проспекту Будівельників до магазину «1000 дрібниць». За попередньою оцінкою, близько 80 % житлового фонду міста зруйновано, з них майже 30 % не підлягає відновленню.

#### 19 березня
У ніч на 19 березня 2022 року група військовослужбовців «Азову», до складу якої входив старший лейтенант Віталій Грицаєнко, здійснила успішний рейд у тил противника. В результаті було виявлено та знищено ворожий командний пункт, підірвано один тиловий склад та один склад з боєприпасами. Також воїни знищили 1 танк, 2 БТР та близько взводу живої сили ворога, переважно офіцерів. Під час цього бою від осколкового ураження загинув Віталій Грицаєнко.
Захисники Маріуполя збили російський літак. Маріуполь оточений великими силами ворога, а небо над ним повністю контролюється окупантами, які безперервно бомбардують місто.
«Російська окупаційна влада здійснює геноцид українського народу! Саме зараз у захоплених ними Мангуші та Мелекіному помирають від голоду тисячі маріупольців, яким вдалося втекти від російських авіабомб. Це злочин проти людяності», — заявив Кириленко.
Поблизу Маріуполя загинув заступник командувача Чорноморського флоту РФ з військово-політичної роботи капітан 1 рангу Палій Андрій Миколайович, який брав участь у Російсько-грузинській війні та інтервенції Росії в Сирію

#### 21 березня
Здійснено перший успішний рейс двома гвинтокрилами Мі-8 до «Азовсталі» та у зворотньому напрямку, до підконтрольної Україні території (пілот одного з них — Олексій Гребенщиков, штурман — Ігор Харченко). До захисників Маріуполя було доставлено провізію та вивезено до м. Дніпра 9 поранених (згодом стало відомо, що серед них був Микита Надточій).

#### 22 березня
В битві за Маріуполь загинув командир 810-ї окремої гвардійської бригади морської піхоти Чорноморського флоту РФ полковник Шаров Олексій Миколайович.

#### 23 березня
Українські військові збили російський літак над Маріуполем. Зокрема, командир полку «Азов» повідомив про те, що в Маріуполі кількість жертв серед цивільного населення збільшується щодня, і зараз становить близько трьох тисяч людей.

#### 24 березня
В обложеному російськими окупантами місті люди вмирають з голоду. Усі спроби організувати гуманітарну операцію із порятунку мешканців міста блокуються російською стороною. Для окупантів не важливі люди та їх долі, а лише пропагандистська картинка з примусовим вивозом населення на територію Росії.
16 березня, за повідомленням міської ради, близько 300 людей загинули внаслідок авіаудару по Маріупольському драматичному театру. Ці цифри підтверджуються очевидцями, які перебували там.

#### 25 березня
Бійці полку «Азов» знищили в ніч проти 25 березня п'ять вантажних автомобілів і дві бойові машини десанту ворога в місті. Ще одну БМД окупантів пошкоджено.
Два гелікоптери успішно здійснили другий політ до Азовсталі та у зворотному напрямку. Серед евакуйованих поранених був Богдан Цимбал.

#### 27 березня
Два гелікоптери успішно здійснили політ до Азовсталі та у зворотному напрямку. Серед військовослужбовців, які прилетіли на Азовсталь, був Олександр Гряник.

#### 29 березня
Здійснено рейс гелікоптерами до Азовсталі на підтримку захисників Маріуполя.

#### 30 березня
В Маріуполі окупанти продовжують вести штурмові дії. Бійці полку «Азов» знищили 3 танки та понад 64 одиниці ворожої піхоти, серед яких спецпідрозділи ГРУ РФ.

#### 31 березня
Здійснено рейс на підтримку захисників Маріуполя, в якому брали участь чотири вертольоти Мі-8 та один Мі-24. Під час евакуації поранених з Азовсталі окупантами було збито гелікоптер Мі-8. Загинули пілоти 16 ОБрАА Юрій Тимусь, Денис Бадіка, Іван Ваховський та поранені військовослужбовці, які були на борту.

### Квітень

#### 2 квітня
Протягом доби бійці полку Азов знищили по два танки, БМД та БМП, а також російську піхоту. Частину росіян взято в полон.

#### 3 квітня
Група українських воїнів потрапила в оточення. На їхню підтримку з «Азовсталі» виїхала бронемашина. Оцінивши обстановку, екіпаж вирішив спрямувати бронемашину в бік ворога, відвертаючи увагу на себе та відкриваючи шлях для виходу з оточення побратимів. Це дозволило воїнам вийти з оточення. Однак машина потрапила під вогневе ураження ворога, на місці загинув боєць «Адамс» (Олександр Дерев'янко).

#### 5 квітня
Двома гелікоптерами успішно здійснено доставку вантажів захисникам Маріуполя. Один гелікоптер успішно повернувся; другий, із пораненими на борту (командр екіпажу — майор Борис Горошко, у складі екіпажу — капітан Богдан Чичура і старший лейтенант Вячеслав Сіндій), не долетів до лінії зіткнення сім кілометрів. Імовірно, гелікоптер збили, офіційно — вони зникли безвісти. На допомогу другому екіпажу вилетів рятувальний борт. Його росіяни теж збили. Пілот — полковник В'ячеслав Вороний загинув, а борттехнік Дмитро Бурлаков і стрілець Іван Гавриленко вижили та потрапили в полон. Це був останній політ українських гелікоптерів до Маріуполя.
Загалом, за словами Андрія Білецького, під егідою ГУР Міноборони з кінця березня було 5 успішних спроб доставки гелікоптерами підкріплення, озброєння, ліків та іншого найнеобхіднішого захисникам заблокованого Маріуполя. Зокрема, для посилення оборони міста було переправлено 72 бійці «Азова», а також 5 цивільних медиків. Евакуйовано 64 поранених. Доставлено 30 тонн вантажу захисникам блокадного міста. З 15 вертольотів, які брали участь в операціях, троє було збито. Згодом чотирьох пілотів за цю військову операцію було удостоєно званням «Героя України». Це капітан Ігор Харченко, майор Олексій Гребенщиков, підполковник Олександр Шемет капітан Олександр Ляшенко, які здійснили перевезення боєприпасів, висадку розвідувальної групи та евакуацію поранених за маршрутом Маріуполь — Дніпро.

#### 7 квітня
За даними міськради Маріуполя, зруйновано 90 % інфраструктури: 2340 житлових будинків, 61.200 приватних будинків, 7 лікарень, 4 поліклініки, 57 шкіл, 7 вищих навчальних закладів, 70 дитячих садків, 3 пологові будинки.
Уповноважена ВРУ з прав людини Людмила Денісова заявила, що у захопленій частині Маріуполя росіяни почали примусову мобілізацію чоловіків.

#### 11 квітня
Станом на цей день, росіяни депортували 33 тис. місцевих жителів з міста. Їх вивезли до Росії та тимчасово окупованих територій Донецької області. Росіяни захопили у полон моряків ліберійського вантажного судна.
Бойова група 36-ї окремої бригади морської піхоти на чолі з командиром полковником Володимиром Баранюком колоною техніки пішла на прорив з блокадного Маріуполя у північному напрямку, щоб перейти лінію фронту та з'єднатися з основними силами ЗС України. Унаслідок вогневого ураження колона розсіялася, українські військові продовжували вихід у пішому порядку. Частина з них загинула, частина потрапили в оточення та в полон. Згодом офіцер розвідки управління полку «Азов» Ілля Самойленко піддав такі дії нищівній критиці, назвавши їх втечею. За словами Дениса Прокопенка, дії командира 36-ї бригади морської піхоти призвели до втрати оборони на заводі «Ілліча»; якби Баранюк не вирішив піти на прорив, українські військові могли б ще довго тримати оборону на правому березі Маріуполя.
Вночі з території заводу «Азовмаш» здійснила прорив група танкового батальйону 17 ОТБр під керівництвом Олега Грудзевича. На двох танках та бронетранспортері із оточення вийшло 16 воїнів (14 бійців з 17 ОТБр та 2 морпіхи), які через 10 днів дістались позицій ЗСУ.
Полк «Азов» повідомив про хімічну атаку в районі заводу «Азовсталь», ввечері з російського БпЛА було розпилено отруйну речовину невідомого походження. Троє захисників із підрозділу отримали ознаки хімічного отруєння. Міністерство оборони України припускає, що росіяни могли використати фосфорні бомби.

#### 12 квітня
Підрозділ 36-ї бригади морської піхоти вийшов з оточення ворога та з'єднався з полком «Азов». Блінкен заявив, що США поки не можуть підтвердити застосування Росією хімічної зброї. У місті росіяни захопили в полон екіпаж судна «Blue Star-1» під прапором Ліберії. На борту перебували 18 українських моряків. За даними очільника Донецької ОВА Павла Кириленка, в оточеному Маріуполі через дії російських окупантів загинуло до 22 тис. людей.

#### 21 квітня
В тимчасово окупованому російськими військовими селі Мангуш за 20 км до Маріуполя на супутникових знімках було виявлено братську могилу довжиною щонайменше 300 м. Путін наказав своїм військам скасувати штурм Азовсталі, та незважаючи на це, бомбардування заводу продовжилися, йшли бої в районі трамвайного депо, яке знаходиться на значній відстані від комбінату.

#### 24 квітня
На опублікованих супутникових знімках передмістя Маріуполя було виявлено третє масове поховання.

#### 26 квітня
Окупаційні війська РФ продовжують обстріли заводу «Азовсталь», в якому ховаються бійці полку «Азов» і сотні мирних мешканців, установкою розмінування УР-77 «Метеорит». Розграбовано архівні та культурні фонди маріупольських музеїв. Гуманітарна ситуація залишається важкою, не вистачає продуктів харчування, води, медикаментів.

### Травень

#### 3 травня
Початок штурму заводу «Азовсталь». Перед штурмом російська авіація бомбила комбінат.

#### 4 травня
Командир полку «Азов» Прокопенко повідомив, що російським військовим вдалося прорватися на територію «Азовсталі».
|                                    | Слава Україні! Маріупольський гарнізон вже 70-й день сам на сам протистоїть переважаючим силам противника. З 25 квітня ми тримаємо кругову оборону на заводі «Азовсталь». Вже другий день як противник прорвався на територію заводу. Йдуть важкі кровопролитні бої. Я пишаюся своїми солдатами, які прикладають надлюдські зусилля, щоб стримувати натиск противника! Я дякую всьому світу за колосальну підтримку гарнізону Маріуполь! Наші солдати на це заслуговують. Ситуація вкрай складна, але не дивлячись ні на що, ми продовжуємо виконувати наказ тримати оборону! |
| — Денис Прокопенко, 4 травня 2022, | |

#### 8 травня
Заступник командиру полку «Азов» Святослав Паламар та офіцер управління розвідки Ілля Самойленко дали брифінг з заводу «Азовсталь» про поточну військову операцію, деякі результати військових дій в Маріуполі та можливі перспективи захисників.

#### 11 травня
Стало відомо, що коли російські терористи проводили «фільтрацію» людей із окупованого Маріуполя, то всіх родичів військових ЗСУ, колишніх правоохоронців, активістів, журналістів та «підозрілих» людей вони вивозили до колишньої виправної колонії № 52 у с. Оленівка або до тюрми «Ізоляція» в Донецьку.

#### 13 травня
Російська пропаганда поширила фото застосування 2С4 «Тюльпан» з керованою міною з напівактивною голівкою самонаведення за відбитим лазерним променем «Смельчак» проти захисників Маріуполя, які тримали оборону на заводі «Азовсталь».

#### 15 травня
Радник міського голови Маріуполя Петро Андрющенко поширив відео та повідомив про обстріли окупантами території заводу «Азовсталь» запалювальними снарядами 9М22С установки БМ-21 «Град».

#### 16 травня
Вищим військовим командуванням України було віддано наказ командирам підрозділів, які перебувають на «Азовсталі», зберегти життя особового складу. Про це повідомила заступниця міністра оборони Ганна Маляр.
Російське Міноборони повідомило про досягнення домовленості про вивезення поранених українських військових із заблокованого комбінату «Азовсталь» у Маріуполі на окуповану територію.
Цього дня ввечері розпочалась евакуація — автобусами було вивезено 264 українських бійці на територію Донецької області, контрольовану російськими військами. Серед них 53 тяжкопоранені військовослужбовці доправлені до медичного закладу в Новоазовську, ще 211 захисників через гуманітарний коридор були евакуйовані до Оленівки.
Командир полку «Азов» Денис Прокопенко звернувся до українців:
|                                     | Все повинно піддаватися сумніву. Кожне прийняте рішення, кожен план, кожна операція. Критичне мислення завжди породжувало сумніви в моїй голові, сумніви у правильності прийнятого рішення. Це ніколи не виходило за межі розумного, і не заважало завжди наполягати на своїй точці зору. В управлінні підрозділами завжди є ризик; на війні немає повністю безпечних планів та операцій, ти завжди ризикуєш. Головне — усвідомити, чи прораховані всі ризики, чи пропрацьований план "Б", чи віддався ти повністю цьому плану, який повинен поєднувати в собі виконання поставленої задачі та максимальне збереження життя та здоров'я особового складу. Можливо, саме тому війна — це мистецтво, а не наука: коли ти виконав поставлену задачу та зберіг максимальну кількість особового складу. Це і є вища планка управління військами. Тим більше, коли твоє рішення затверджене вищим військовим керівництвом. Слава Україні! |
| — Денис Прокопенко, 16 травня 2022, | |

#### 17 травня
З Азовсталі, за повідомленням Міноборони РФ, вийшли ще 694 українських бійців полку «Азов» та інших підрозділів, у тому числі 29 поранених.
ВООЗ попередила про поширення холери в тимчасово окупованому Маріуполі.

#### 18 травня
З Азовсталі, за повідомленням Міноборони РФ, вийшли ще 771 український боєць.

#### 19 травня
Евакуацію українських військовослужбовців було продовжено.

#### 20 травня
За повідомленням російських ЗМІ, із «Азовсталі» вийшли 531 захисник. Серед останніх — командир «Азова» Денис Прокопенко (Редіс), його заступник Святослав Паламар (Калина) та майор морпіхів Сергій Волинський (Волина).
За повідомленням російського міністерства оборони з території заводу «Азовсталь» було виведено всіх оборонців міста. При чому, за російськими даними, в полон потрапило 2439 бійців «Азову» та інших українських захисників. Однак, є причини вважати названу кількість полонених завищеною.

### Після окупації Маріуполя
Після російської окупації у місті відбуваються диверсії місцевих партизан та ракетні і дронові обстріли українськими військовими.

#### 2022
У червні тимчасова окупаційна влада почала виплати пенсій жителям окупованих територій рублями, у перерахунку на гривню люди мали отримати 2,6 тис. грн. Наприкінці червня окупанти почали будівництво військової бази, натомість говорячи місцевим жителям, що це житло для них.
У серпні правоохоронці повідомили про підозру двом працівницям Маріупольського державного університету. Вони допомогли окупантам захопити навчальний заклад та впроваджують стандарти освіти держави-агресора.

#### 2023
1 лютого під час повітряної тривоги у місті пролунали гучні вибухи, щонайменш сім вибухів в районі лівобережжя міста. 2 лютого на території заводу Ілліча в районі лікарні №1 пролунало п’ять гучних вибухів, після чого було чути звуки детонації, епіцентр вибухів був в районі місця, де з травня росіяни облаштували казарми та склади. 13 лютого у населений пункт Микільське за 22 км від Маріуполя був приліт ракет M142 HIMARS. 21 лютого увечері пролунала серія вибухів, усього було зафіксовано 11 прильотів. Заявлено про знищення складу із боєкомплектом ворога а також бронетехікою та особовим складом.
27 березня у тимчасово окупованому Маріуполі вранці в районі ринку Бахчиванджи в Приморському районі міста пролунав вибух, вибухнула автівка. Було скоєно замах на начальника окупаційної «поліції» Москвіна.
19 травня прогриміли три потужні вибухи в районі аеропорту. Попередньо, удар було завдано по місцю розташування особового складу окупантів. 21 травня у Микільському знову пролунали вибухи. За словами радника мера Маріуполя, було зафіксовано три «прильоти» в район між автозаправною станцією, військоматом та виїздом на окупований Маріуполь. 22 травня вночі прогриміли ще два вибухи у Маріуполі. 26 травня увечері в Маріуполі пролунала серія вибухів. Вибухи було чути у районі заводу «Азовсталь». Після цього в небі здійнявся величезний стовп густого диму. 27 травня у місті знову пролунали вибухи, після чого зі сторони залізничного вокзалу міста було видно дим. 28 травня в населених пунктах Маріупольського району Юр'ївка та Микільське пролунали сильні вибухи, після чого швидкі всю ніч вивозили звідти вбитих, поранених та вцілілих російських військових. Ракетами Storm Shadow був атакований колишній оздоровчий комплекс «Ялта» де перебував особовий склад росіян, відомо про загибель понад сотні окупантів.
5 червня вдень у Маріуполі було чути сильний вибух у районі «Азосталі», після чого зафіксований рух швидких. 6 червня знову було зафіксовано вибух на території меткомбінату «Азовсталь». 24 червня в окупованому Урзуфі, що між Бердянськом і Маріуполем, лунали вибухи.
16 липня були зафіксовані вибухи в Маріуполі.
15 серпня Збройні Сили України завдали масованого удару по позиціях РФ під Маріуполем (у селі Юр'ївка) і ліквідували полковника ЗС РФ Віктора Ковальова. Він перебував на території командного пункту в санаторії «Хвиля» в момент нанесення удару.
6 та 7 вересня у Маріуполі та Маріупольському районі лунали вибухи, повідомлялося про пожежу.
5 листопада було завдано удар по населеному пункту Сєдове, що знаходиться на 50 км східніше від міста Маріуполя. Майже все село було перетворено на склад БК та стоянку військових автівок і було атаковане українськими військовими, відомо про масштабні пожежі і вторинну детонацію. 18 листопада у Маріуполі увечері пролунав гучний вибух, після чого була помітна пожежа та задимлення.
15 грудня вночі у Маріуполі було два прильоти – по бетонному заводу та територією за Порт-Сіті, де росіяни розміщували військову техніку та частини систем ППО, після чого почалася пожежа.

#### 2024
13 січня після вибухів у Кальміуському районі міста в районі промзони між вулицею Тополиною та Аглофабрикою розпочалася пожежа. Відомо про влучання по обʼєктах військової інфраструктури.
29 лютого після атаки  спалахнула пожежа в місці базування окупантів у проміжку між вул. Тополіна та заплавою річки Кальчик.
29 березня біля Маріуполя українські військові влучили у ворожий ЗРК С-300 та гусеничну техніку.
11 квітня у Маріуполі пролунало три потужних вибухи: два – в районі порту, один – біля залізниці. Відомо про ураження в районі будівництва залізниці.
9 травня у тимчасово окупованому Маріуполі пролунали вибухи, які ймовірно відбулися у місці базування окупантів. Згодом стало відомо, що у Маріуполі пролунав ще один вибух. Російські окупанти заявили про атаку ракетою ATACMS.
22 червня у Маріуполі пролунали чергові вибухи: «прилетіло» по базі окупантів, також було уражено їхню систему ППО у Приморському районі міста. Окрім цього, була інформація, що удари прийшлися на полігон біля селища Старий Крим та базуванню загарбників біля військкомату у селищі Микільське.
12 липня, за повідомленням Маріупольської міської ради, під Маріуполем ЗСУ виявили російську ЗРК С-300. Після цього її точним ударом було знищено. 14 липня ЗСУ завдали удару балістичними ракетами ATACMS по російському зенітному комплексу С-300. Українські ракетники вдарили щонайменше чотирма касетними балістичними ракетами M39 по вогневих позиціях російських зенітників, що були розташовані на околицях Маріуполя.
13 вересня відбулося влучання по ворожому складу з боєприпасами та ракетами для систем ППО в передмісті Маріуполя. Влучання зафіксовано по ворожому складу, розміщеному у селищі Глибоке.
12 грудня Сили оборони за допомогою дронів знищили ворожий склад боєприпасів на території населеного пункту Маркине, що на 57 км на схід від Маріуполя. Відомо про знищення складу де зберігалися тисячі боєприпасів для БМП, танків, протитанкові керовані ракети, міни, гранати та мільйони патронів різного калібру.

#### 2025
28 лютого стало відомо відомо про підрив автівки, заявлено про спробу ліквідації співробітника ФСБ.
У ніч на 18 квітня у тимчасово окупованому селищі Микільське неподалік Маріуполя було уражено місце базування російських військових. Відомо про загиблих військових та знищену техніку.
Відомо про загибель 19 травня у Маріуполі старшого мехвода 5отбр при  виконанні бойової задачі.
Пізно ввечері 11 липня в районі окупованого Маріуполя пролунали вибухи — під атакою опинилися об'єкти енергетики, були знеструмлені селища Мирний, Волонтерівка та на мікрорайоні Курчатова. Також був завданий удар по залізничній станції, а біля річки Кальчик уражено місце базування окупантів.

## Захисники Маріуполя
Станом на 20 травня 2022 року за повідомленням російського міністерства оборони з території заводу «Азовсталь» було виведено всіх оборонців міста. При чому, за російськими даними, в полон потрапило 2439 бійців «Азовсталі» з яких близько 800 бійців «Азову».
У ніч з 28 на 29 липня 2022 року російські окупаційні війська в селищі Молодіжному Оленівської селищної ради здійснили терористичний акт — масове вбивство українських військовополонених полку «Азов». Від вибухів на території колишньої Волноваської виправної колонії № 120, де утримували українських захисників, загинуло 53 полонених, понад 130 було поранено.
Напередодні 31-ї річниці відновлення Незалежності Україна поінформувала міжнародних партнерів щодо намірів рф вчинити кричущий воєнний злочин — судилище над українськими військовополоненими, захисниками та захисницями Маріуполя. З різким засудженням імовірного судилища виступило і у Управління Верховного комісара ООН з прав людини та Державний департамент США.
Увечері 21 вересня, після довгих і важких перемовин, Україні вдалося визволити з полону окупантів двісті п'ятнадцять своїх захисників, серед яких відомі командири «Азова», морської піхоти та Нацгвардії, вагітні військовослужбовиці та іноземці. Ворогу віддали Віктора Медведчука та ще 55 російських військових.
Загалом в рамках цього обміну було звільнено 215 осіб. Серед них 118 нацгвардійців, з яких 108 — військовослужбовці полку «Азов». Із підрозділів Військово-морських сил звільнено 50 військовослужбовців, з інших підрозділів ЗСУ — 22, з Держприкордонслужби — 9, Нацполіції — 9, підрозділів ТРО — 9, із СБУ — 1 співробітник, Держспецслужби транспорту — 1, Держмитслужби — 1, а також двоє цивільних. Серед перелічених 124 військовослужбовці — офіцерського складу особи, рядового і сержантського — 89. Загальна чисельність захисників із заводу «Азовсталь» — 188, поранених внаслідок теракту в Оленівці — 8. Визволено також 10 іноземців, з них — двоє громадяни США, 5 — Великої Британії, один громадянин Швеції, один громадянин Хорватії і один громадянин Марокко. Під так званим «слідством» перебували 46 осіб.
Серед захисників Маріуполя отримали звання Герой України з удостоєнням або врученням ордена «Золота Зірка»:
- Апухтін Дмитро Олександрович
- Бадіка Денис Михайлович
- Баранюк Володимир Анатолійович
- Ваховський Іван Володимирович
- Волинський Сергій Ярославович
- Гребенщиков Олексій Євгенович
- Грицаєнко Віталій Миколайович
- Грудзевич Олег Петрович
- Дашко Ігор Тарасович
- Кагал Максим Володимирович
- Кандиба Сергій Михайлович(1978—2022)  — підполковник Національної гвардії України.
- Ляшенко Олександр Юрійович
- Ніконов Микола Артурович
- Падитель Валерій Борисович
- Паламар Святослав Ярославович
- Прокопенко Денис Геннадійович
- Сіндій Вячеслав Юрійович
- Тимусь Юрій Володимирович
- Федорчук Петро Юрійович
- Харченко Ігор Васильович
- Шемет Олександр Леонідович
- Шлега Денис Олексійович

## Роль міської влади
Міський голова Вадим Бойченко покинув Маріуполь 27 лютого за наполяганням українських спецслужб. Від спецслужб поступила інформація про наміри російських диверсантів захопити в полон законного голову міста.
В місті залишився перший заступник міського голови Михайло Когут, який за дорученням Бойченка відповідав за напрям комунальної роботи і оборону міста.
За словами очільника патрульної поліції Маріуполя Михайла Вершиніна, Когут допомагав з обороною міста від російських окупантів і в умовах інтенсивних обстрілів координував роботу комунальних служб.
Останню нараду з комунальними службами Когут провів 19 березня, в той час в місті точилися вуличні бої. Останній керівник комунальних служб покинув захоплене місто 24 березня.

## Втрати
Ілля Самойленко 8 травня повідомив, що захисники з «Азова» із 24 лютого по 15 квітня знищили близько 2 500 російських військових та поранили 5 000, також — понад 60 танків і пошкодили ще 30.

### Втрати серед військовослужбовців ЗСУ
Офіційно кількість загиблих військовослужбовців ЗСУ не оприлюднено.
Див.: Список втрат у боях за Маріуполь (2022)

## У культурі
- 22 квітня 2022 року гурт «Океан Ельзи» оприлюднив пісню «Місто Марії», присвячену захисникам Маріуполя.[268]

- 14 травня 2022 року, під час переможного виступу на Євробаченні 2022, учасники гурту «Kalush Orchestra» закликали допомогти Маріуполю й людям на «Азовсталі».[269]

- 18 травня 2022 року бандурист Тарас Компаніченко на концерті у музеї книги та друкарства у Києві заспівав авторську пісню «Азовсталь», присвячену захисникам Маріуполя та боям на Азовсталі.[270]

- 22 травня 2022 року гурт «Kozak System» оприлюднив пісню «АЗОВ-СТАЛЬ», присвячену всім захисникам Маріуполя, що 83 дні мужньо стримували ворога.[271]
- Пісня The Ballad of Mariupol люксембурзького гурту Rome в альбомі Gates of Europe присвячена Маріуполю.[272]
- Документальний фільм Максима Фадєєва «У края бездны» (2024)

## Вшанування пам'яті
- У ряду міст України є вулиці Героїв Маріуполя.
- У місті Рівне є вулиця Захисників Маріуполя.
- В 2022 році тихоокеанська держава Ніуе випустила пам'ятну срібну монету «Воїн Азовсталі» та присвятила її українським захисникам Маріуполя. На монеті номіналом 5 доларів зображено боротьбу українських воїнів та бійця в метафоричному обладунку.[273][274]
- 24 лютого 2024 року у другу річницю повномасштабного вторгнення Росії було представлено інформаційний портал — 86 днів Маріуполя. Літопис оборони.[275]